# Calchas nordmanni
Espèce
Calchas nordmanni est une espèce de scorpions de la famille des Iuridae.

## Distribution
Cette espèce est endémique de Turquie. Elle se rencontre dans les provinces d'Artvin et d'Erzurum.

## Description
Ces scorpions mesurent de 45 à 52 mm. 

## Étymologie
Cette espèce est nommée en l'honneur d'Alexander von Nordmann.

## Publication originale
- Birula, 1899 : A new species of scorpions for the Russian fauna. Annuaire du Museum Zoologique de l’Académie Impériale des Sciences de St.-Pétersbourg, vol. 4, p. 14–15.